# Dajr Abu Da’if
Dajr Abu Da’if (arab. دير ابو ضعيف) – wioska w Autonomii Palestyńskiej (Zachodni Brzeg).